# Semino Rossi

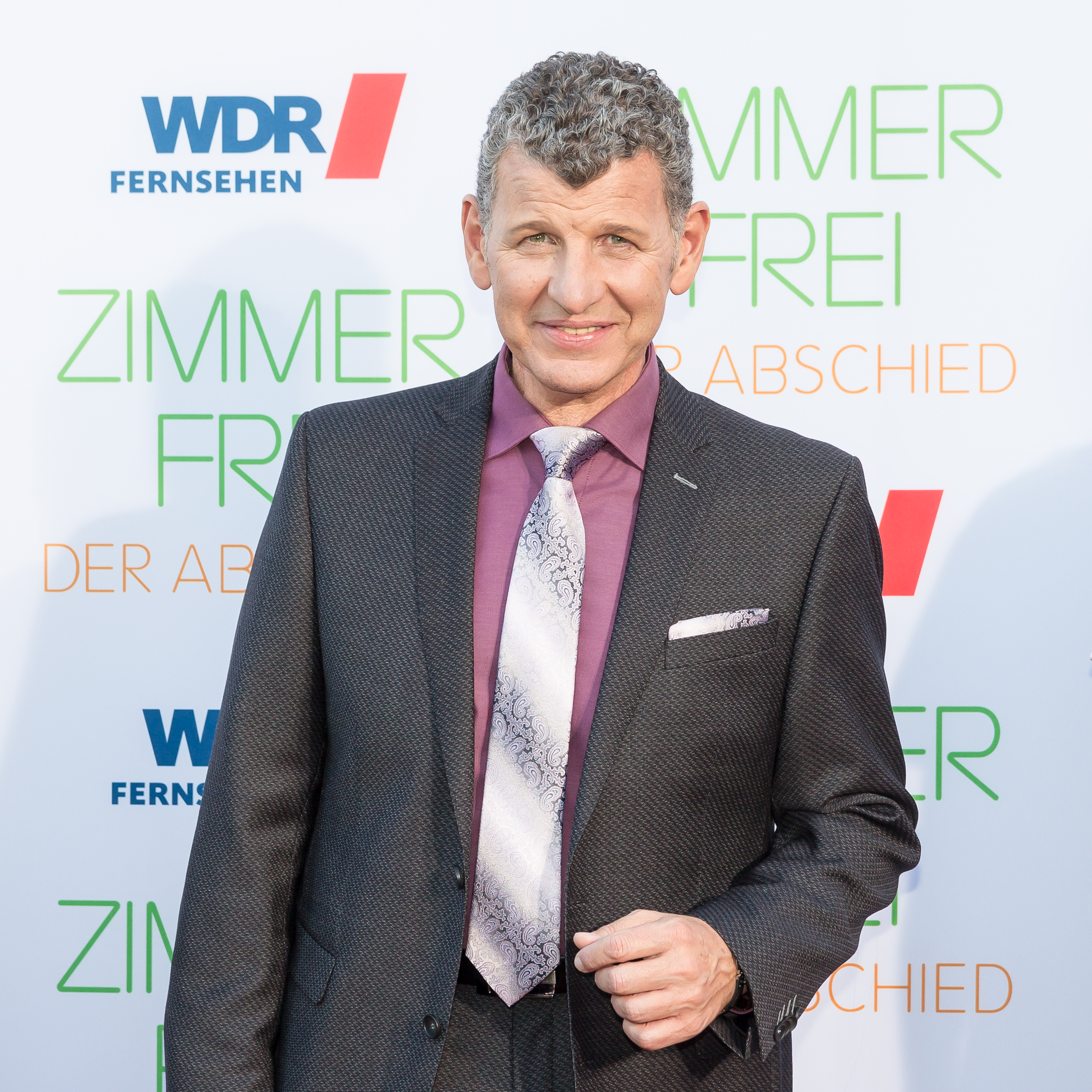
Semino Rossi (2016)

Semino Rossi (* 29. Mai 1962 als Omar Ernesto Semino in Rosario, Argentinien) ist ein in Österreich lebender argentinisch-italienischer Sänger. Er hat mehr als 3,6 Millionen Tonträger verkauft und konnte in Österreich mit sieben Musikalben sowie zwei Videoalben die Chartspitze erreichen.

## Leben und Karriere
Semino Rossi wurde 1962 in Argentinien als Sohn eines Tangosängers und Esther Rossi († 2023), einer Pianistin, geboren. Er erhielt von seiner Mutter Klavierunterricht und erlernte das Gitarrespielen autodidaktisch. 1985 kam er über Spanien nach Österreich. Er verdiente ursprünglich seinen Lebensunterhalt als Straßenmusiker, später mit Engagements in Hotels in Spanien, Italien, der Schweiz und in Österreich. In Deutschland wurde er 2004 mit seinen Auftritten beim Winterfest der Volksmusik und bei Karl Moik im Musikantenstadl bekannt.
Im Frühjahr 2007 absolvierte er seine erste Solotournee mit eigener Band durch Deutschland und Österreich. Im Juli 2008 erschien die Single Rot sind die Rosen, die in Österreich Platz 53 und in Deutschland Platz 52 erreichte. Sein im März 2013 veröffentlichtes achtes Studioalbum Symphonie des Lebens wurde von Dieter Bohlen produziert und bekam in Österreich Doppelplatin. 2017 erschien sein neuntes Album Ein Teil von mir, das in Österreich Platz 1 belegte sowie Platin erhielt und in Deutschland Platz 4 mit Gold erreichen konnte. Im Juli 2019 erschien sein zehntes Studioalbum So ist das Leben, das in Österreich und der Schweiz Platz 1 und in Deutschland Platz 2 belegte.
Rossi ist seit 1991 mit der ehemaligen Hebamme Gabi aus Südtirol verheiratet, mit der er zwei Töchter hat. Im März 2020 gab das Paar seine Trennung bekannt. Nach zweijähriger Trennung kehrte er 2022 zu seiner Ehefrau zurück.

## Diskografie
Studioalben

| Jahr | Titel Musiklabel                                             | Höchstplatzierung, Gesamtwochen, AuszeichnungChartplatzierungen (Jahr, Titel, Musiklabel, Platzierungen, Wochen, Auszeichnungen, Anmerkungen) | Höchstplatzierung, Gesamtwochen, AuszeichnungChartplatzierungen (Jahr, Titel, Musiklabel, Platzierungen, Wochen, Auszeichnungen, Anmerkungen) | Höchstplatzierung, Gesamtwochen, AuszeichnungChartplatzierungen (Jahr, Titel, Musiklabel, Platzierungen, Wochen, Auszeichnungen, Anmerkungen) | Höchstplatzierung, Gesamtwochen, AuszeichnungChartplatzierungen (Jahr, Titel, Musiklabel, Platzierungen, Wochen, Auszeichnungen, Anmerkungen) | Höchstplatzierung, Gesamtwochen, AuszeichnungChartplatzierungen (Jahr, Titel, Musiklabel, Platzierungen, Wochen, Auszeichnungen, Anmerkungen) | Anmerkungen                                                  |
| Jahr | Titel Musiklabel                                             | DE | AT | CH | BEF | NL | Anmerkungen                                                  |
| ---- | ------------------------------------------------------------ | --- | --- | --- | --- | --- | ------------------------------------------------------------ |
| 2004 | Alles aus Liebe Koch (UMG)                                   | DE30 ×2Doppelplatin · (53 Wo.)DE | AT10 ×2Doppelplatin · (113 Wo.)AT | CH54 (14 Wo.)CH | — | — | Erstveröffentlichung: 19. Januar 2004 Verkäufe: + 460.000    |
| 2005 | Tausend Rosen für dich Koch (UMG)                            | DE7 ×2Doppelplatin · (64 Wo.)DE | AT2 ×2Doppelplatin · (102 Wo.)AT | CH24 (39 Wo.)CH | — | — | Erstveröffentlichung: 17. Mai 2005 Verkäufe: + 460.000       |
| 2005 | Du mein Gefühl MCP Sound & Media • VM Records (MCP)          | — | AT18 Gold · (16 Wo.)AT | — | — | — | Erstveröffentlichung: 18. September 2005 Verkäufe: + 15.000  |
| 2006 | Ich denk an dich Koch (UMG)                                  | DE1 ×2Doppelplatin · (46 Wo.)DE | AT1 ×2Doppelplatin · (61 Wo.)AT | CH2 Platin · (19 Wo.)CH | BEF90 (5 Wo.)BEF | — | Erstveröffentlichung: 14. Juli 2006 Verkäufe: + 490.000      |
| 2007 | Einmal Ja – Immer Ja Koch (UMG)                              | DE4 ×5Fünffachgold · (86 Wo.)DE | AT1 ×4Vierfachplatin · (47 Wo.)AT | CH7 Platin · (74 Wo.)CH | BEF74 (4 Wo.)BEF | NL74 (2 Wo.)NL | Erstveröffentlichung: 14. September 2007 Verkäufe: + 610.000 |
| 2009 | Die Liebe bleibt Koch (UMG)                                  | DE2 ×2Doppelplatin · (66 Wo.)DE | AT1 ×2Doppelplatin · (42 Wo.)AT | CH6 Gold · (27 Wo.)CH | BEF35 (30 Wo.)BEF | NL31 (7 Wo.)NL | Erstveröffentlichung: 28. August 2009 Verkäufe: + 455.000    |
| 2011 | Rode rozen voor jou Koch (UMG)                               | — | — | — | BEF4 (20 Wo.)BEF | NL13 (17 Wo.)NL | Erstveröffentlichung: 7. April 2011                          |
| 2011 | Augenblicke Koch (UMG)                                       | DE6 Platin · (46 Wo.)DE | AT2 Platin · (44 Wo.)AT | CH9 Gold · (43 Wo.)CH | BEF13 (69 Wo.)BEF | NL44 (13 Wo.)NL | Erstveröffentlichung: 3. Juni 2011 Verkäufe: + 235.000       |
| 2013 | Symphonie des Lebens Koch (UMG)                              | DE2 Platin · (38 Wo.)DE | AT1 ×2Doppelplatin · (44 Wo.)AT | CH9 Gold · (45 Wo.)CH | BEF17 (48 Wo.)BEF | NL27 (2 Wo.)NL | Erstveröffentlichung: 15. März 2013 Verkäufe: + 240.000      |
| 2015 | Amor – Die schönsten Liebeslieder aller Zeiten Polydor (UMG) | DE11 (13 Wo.)DE | AT3 (11 Wo.)AT | CH12 (16 Wo.)CH | BEF14 (36 Wo.)BEF | NL6 (1 Wo.)NL | Erstveröffentlichung: 9. Oktober 2015                        |
| 2017 | Ein Teil von mir Ariola (Sony)                               | DE4 Platin · (42 Wo.)DE | AT1 Platin · (55 Wo.)AT | CH2 (31 Wo.)CH | BEF16 (44 Wo.)BEF | — | Erstveröffentlichung: 23. Juni 2017 Verkäufe: + 215.000      |
| 2019 | So ist das Leben Ariola (Sony)                               | DE2 Gold · (19 Wo.)DE | AT1 (26 Wo.)AT | CH1 (17 Wo.)CH | BEF7 (9 Wo.)BEF | — | Erstveröffentlichung: 5. Juli 2019 Verkäufe: + 100.000       |
| 2022 | Heute hab ich Zeit für dich Ariola (Sony)                    | DE2 (8 Wo.)DE | AT1 (14 Wo.)AT | CH3 (13 Wo.)CH | BEF15 (2 Wo.)BEF | — | Erstveröffentlichung: 18. März 2022                          |
| 2024 | Magische Momente Ariola (Sony)                               | DE6 (9 Wo.)DE | AT2 (15 Wo.)AT | CH5 (4 Wo.)CH | BEF47 (1 Wo.)BEF | — | Erstveröffentlichung: 6. September 2024                      |

## Auszeichnungen
- 2006: Echo Pop in der Kategorie „Schlager/Volksmusik – Künstler/-in national/international“
- 2006, 2007 und 2010: Amadeus Austrian Music Award
- 2007 und 2008: Krone der Volksmusik
- 2008: erhielt er beim Musikantenstadl auf dem Oktoberfest von Andy Borg zwölf goldene Schallplatten überreicht
- 2012: „Apollo“ des Online-Musikmagazins Schlagerportal.com
- 2018: Die Eins der Besten in den Kategorien Sänger des Jahres und Radio-Hit des Jahres.
- 2019: smago! Award als „Europas vielseitigster Live-Entertainer und erfolgreichster männlicher Schlagerstar der letzten 15 Jahre“[12]
- Weitere Auszeichnungen wie Goldene Henne, Goldene Stimmgabel, „Goldene Tulpe“ und „Goldener Enzian“.